# آنتیوخوس چهارم (پادشاه کوماژن)
آنتیوخوس چهارم (نام کامل گایوس ژولیوس آنتیوخوس چهارم) (انگلیسی: Gaius Julius Antiochus IV Epiphanes، یونانی باستان: Γάιος Ἰούλιος Ἀντίοχος ὀ Ἐπιφανής، از ۱۷ پیش از میلاد تا سال ۷۲ میلادی)، آخرین پادشاه کوماژن، و از ۳۸–۷۲ میلادی به عنوان یک پادشاه دست‌نشانده امپراتوری روم بود. لقب او «اپیفان» به معنای «باشکوه» است.

## زندگی
آنتیوخوس یک شاهزاده از خاندان سلطنتی کوماژن بود. پدر و مادر او پادشاه آنتیوخوس سوم از کوماژن و ملکه آیوتاپا خواهر و برادر که با یکدیگر ازدواج کرده بودند. خود آنتیاکوس جوان هم با خواهر هم خون خود آیوتاپا ازدواج کرد. آنتیوخوس دارای تباری ارمنی، یونانی و مادی بود.
به نظر می‌رسد زمانی که آنتیوخوس ۱۷ سال داشته پدرش از دنیا می‌رود. تیبریوس امپراتور روم با شهروندان کوماژن موافقت کرد تا پادشاهی آنها را به عنوان بخشی از استان روم سوریه تبدیل کند. از سالهای ۱۷ تا ۳۸، به نظر می‌رسد آنتیوخوس تابعیت روم را داشته او به همراه خواهرش در رم زندگی کرد و بزرگ شد. در حالی که او و خواهرش در رم بزرگ شدند، آنها حمایت بخشی از دربار به واسطه آنتونیای کوچک داشتند. آنتونیا خواهرزاده اولین امپراتور رومی آگوستوس بود.
آنتونیای کوچک یک زن بسیار با نفوذ بود و بر محافل شاهزادگان و شاهزاده خانم‌های مختلف نظارت می‌کرد.
در سال ۳۸، آنتیوخوس سلطنت خود را به واسطه نفوذ آنتونیا، از امپراتور رومی، کالیگولا دریافت کرد. علاوه بر این، کالیگولا قلمروی آنتیوخوس را با بخشی از کیلیکیه در حاشیه ساحل دریا افزایش داد. کالیگولا همچنین طی کل بیست سالی که این استان رومی بوده، کل درآمد کوماژن را به او باز پس داد. دلایل ارائه چنین منابع گسترده‌ای به این پادشاهی همپیمان، هنوز ناشناخته است. شاید این یک ضعف فکری از از شخص خود کالیگولا بود. به همین سبب آنتیوخوس بسیار با کالیگولا صمیمی بود. این دوستی، با این حال، دوام چندانی نداشت، زیرا بعداً توسط کالیگولا دوستی آنها به هم خورد.
آنتیوخوس دارای دو فرزند از آیوتاپا بود: کالینیکوس و یک آیوتاپای کوچکتر. در سال ۵۳، آنتیوخوس قیام برخی قبایل وحشی را در کیلیکیه، به نام کلیته، را سرکوب کرد. در سال ۵۵، او از امپراتور روم نرون دستور گرفت که سپاهی برای جنگ علیه اشکانیان ایجاد کند و در سال ۵۹ تحت فرماندهی ژنرال سی دومیتوس کوربلو علیه پادشاه تیرداد ارمنستان، برادر پادشاه اشکانی بلاش یکم جنگید. در نتیجه خدماتش در این جنگ‌ها، در سال ۶۱ بخش‌هایی از ارمنستان را بدست آورد.
وی هنگامی که در سال ۷۰ قرار بر تعیین امپراتور روم بود، سمت وسپاسیان را گرفت؛ و پس از آن از او بعنوان ثروتمندترین پادشاهان یاد می‌شود. در همان سال، وی به فرماندهی پسرش اپیفان نیروهایی را برای کمک به شاهزاده تیتوس برای محاصره اورشلیم فرستاد: در طول سلطنت خود به عنوان پادشاه، او شهرهای ارمنیک، آیوتاپا و نرونیاس را به‌وجود آورد.
سقوط آنتیوخوس تنها در دو سال اتفاق افتاد، در سال ۷۲، هنگامی که وی توسط سزارینوس پایتوس، فرماندار سوریه، محکوم به توطئه چینی با پارتیان علیه رومیان شد؛ بنابراین، پس از سی و چهار سال از اولین انتصاب خود توسط کالیگولا، از پادشاهی خود محروم شد. فرزندان آنتیوخوس، شاهزادگان اپیفان و کالینیکوس، پس از نبرد کوتاه با سپاهیان رومی، به پارت گریختند. خود آنتیوخوس ابتدا به اسپارت و سپس به روم رفت و بازنشسته شد و در آنجا او باقیمانده زندگی خود را با پسران خود اپیفان و کالینیکوس گذراند و با احترام فراوانی با او برخورد شد. در میان نوه‌های آنتیوخوس و ایوتاپا، شهروند برجسته آتنی، فیلیپاپوس بود که بین قرون اول و دوم در یونان زندگی می‌کرد.

## سکه
چندین سکه از این پادشاه وجود دارد، و نشان‌های مرده آنها ثابت می‌کند که وی بر بخش‌های بزرگی از کپادوشیا و قلیسیا و همچنین کامژین درست اداره می‌کرد. در یکی از آن سکه‌ها به او ΒΑΣΙΛΕΥΣ ΜΕΓΑΣ ΑΝΤΙΟΧΟΣ ("پادشاه بزرگ آنتیوخوس") گفته می‌شود، که شهادت جاه طلبی‌های سیاسی او است. در عقب آن سکه یک عقرب به نمایش گذاشته شده‌است که با شاخ و برگهای برگ آن احاطه شده‌است، و کΟΜΜΑΓΗΝΩΝ ("از کماجیان") حک شده‌است. از سکه‌های او نام همسر او، ایوتاپا را نیز می‌آموزیم.